# Fresh (автомобильный маркетплейс)
Fresh — автомобильный маркетплейс, российская компания, занимается реализацией новых автомобилей и машин с пробегом в 9 регионах России.

## Деятельность
В 2006 году Денисом Мигалем основана компания Fresh Auto. На начальном этапе компания являлась небольшой площадкой в Москве по продаже автомобилей с пробегом. По состоянию на август 2024 года под брендом Fresh работают 41 центр-хаб в 12 городах России: Москве, Волгограде, Воронеже, Краснодаре, Кропоткине, Минеральных Водах, Ростове-на-Дону, Ставрополе, Сочи, Сургуте, Твери и Тюмени, основным направлением деятельности является реализация машин с пробегом. Помимо этого, некоторые автоцентры являются официальными дилерами восьми автомобильных брендов (Changan, Chery, Exeed, Haval, JAC, Jetour, Sollers, Москвич).

### Автомобильный маркетплейс
В 2023 году произошла трансформация Fresh Auto в автомобильный маркетплейс Fresh. В результате изменений маркетплейс предлагает большое количество автомобилей, предлагаемых к продаже автодилерами и частными клиентами. Все машины проходят диагностику по 256 параметрам и заносятся в онлайн-базу, где по состоянию на июль 2024 года находилось около 20 тысяч автомобилей. Маркетплейс берёт на себя логистику по доставке транспортных средств в города присутствия, оформление документов, предоставляет техническую защиту (аналог платной гарантии).

### Показатели деятельности
По итогам 2023 года Fresh реализовал 6317 новых автомобилей и намного больше машин с пробегом — 39 863. По данным профильного журнала «АвтоБизнесРевю» перекос в пользу машин с пробегом является характерным для официального авторынка России. В 2022 и 2023 годах у 50 крупнейших дилерских холдингов страны в совокупности доля продаж автомобилей с пробегом составила соответственно 53,7% и 57,2%, превысив объем реализации новых машин. В общефедеральном рейтинге продаж автомобилей с пробегом Fresh расположился в эти годы на третьей позиции.
Количество легковых автомобилей с пробегом, реализованных  Fresh на рынке Российской Федерации в течение календарного года:
| Год  | Продано автомобилей с пробегом | Изменение к прошлому году | Место в федераль- ном рейтинге |
| ---- | ------------------------------ | ------------------------- | ------------------------------ |
| 2018 | 24 256                         | ▲ 22 %                    | 5                              |
| 2019 | 25 133                         | ▲ 4 %                     | 6                              |
| 2020 | 26 009                         | ▲ 3 %                     | 4                              |
| 2021 | 28 107                         | ▲ 8 %                     | 4                              |
| 2022 | 28 669                         | ▲ 2 %                     | 3                              |
| 2023 | 39 863                         | ▲ 39 %                    | 3                              |

## История компании
2006 год, начало деятельности Fresh Auto, в Москве на Грайвороновской улице открыта небольшая площадка по продаже автомобилей с пробегом.
Через 10 лет, в 2016 году начались продажи и новых автомобилей. У ростовской группы компаний «Юнион» был приобретён автоцентр, расположенный в городе Аксай, а вместе с ним Fresh Auto получила дилерство легковых машин Ford и коммерческих автомобилей Mercedes-Benz. К этому времени Fresh Auto специализировалась на продаже не только легковых, но и коммерческих авто, а также мототехники с пробегом, и имела представительства в городе Москве, а также Московской, Нижегородской, Воронежской и Ростовской областях.
В 2017 году Денис Мигаль был избран в совет Ассоциации «Российские автомобильные дилеры» (РОАД) в качестве вице-президента, а также возглавил в нём «Комитет автомобилей с пробегом».
По итогам 2017 года «АвтоБизнесРевю» проанализировал объём продаж в кредит автомобилей с пробегом у 50 крупнейших дилерских холдингов России. Fresh Auto расположился на первом месте с результатом 9341 машина, опередив Рольф и ТрансТехСервис с показателями 4961 и 4729 машин, соответственно.
В ноябре 2018 года открыт большой автосалон-хаб в Минеральных Водах, один из крупнейших в Северо-Кавказском регионе.
В июне 2019 года состоялся выход на рынок автомобильных аукционов, в рамках которого все операции по приобретению машины происходят в режиме онлайн.
В ноябре 2019 года впервые появился автосалон под брендом Fresh Auto за Уралом, в Тюмени.
В марте 2020 года открыт крупнейший в Воронеже автосалон по продаже и техническому обслуживанию автомобилей с пробегом, общей площадью более 6700 кв. метров.
В марте 2020 года Fresh Auto начала розничные онлайн-продажи автомобилей по всей России, исключая личный контакт клиента и продавца, а также без посещения автосалона. Этот процесс происходил на фоне разгоревшейся пандемии COVID-19.
В июне 2020 года состоялся выход на рынок автоподбора, путём поглощения компании AutoExpert с 14-летним опытом работы в данном сегменте.
В сентябре 2020 года цифровая платформа «Банкавто» принадлежащая РГС Банку проанализировала количество автомобилей с пробегом находившихся на собственных складах российских дилеров. По величине запасов Fresh Auto расположилась на втором месте в общефедеральном рейтинге, с результатом 4 тысячи машин, уступив только Рольфу.
В июне 2023 года Fresh начал подготовку к открытию крупного автоцентра на 21-м километре Калужского шоссе возле поселения Сосенское в Новой Москве, включающего почти 2 га земли и здания общей площадью 28,5 тыс. кв. метров.
В марте 2024 года заработала система выдачи автокредитов от различных банков в режиме онлайн – Fresh Finance, она была разработана Fresh совместно с «Открытым Финансовым Маркетплейсом» (ОФМ). В этом же месяце был выдан первый автомобильный онлайн-кредит, полученный без участия сотрудника автосалона.

## Награды
- Победитель премии СХ World Awards в сезоне 2020/2021, в номинации «Лучший клиентский опыт в B2C», в отрасли «Автомобили: продажа, сервис, запчасти, автопроизводители, дилерские центры, продажа, сервисное обслуживание, производители шин…»[29].

- На конкурсе «Предприниматель года 2021» в России, проводимым Ernst & Young в рамках международного Ernst & Young Entrepreneur of the Year Award[англ.], Денис Мигаль был награждён в номинации «Онлайн-бизнес» как основатель и генеральный директор компании Fresh Auto[30][31].

- Победитель премии «Автодилер года» 2021 и 2022 годов, проводимой аналитическим агентством «Автостат» и онлайн-платформой «Авито Авто», в номинации «Организация продаж автомобилей с пробегом», среди дилерских холдингов с 10-20 дилерскими контрактами[32].

## Автоспортивная команда
Fresh — это также спортивная команда, выступающая в дисциплине дрифт в «Российской дрифт серии». С 2017 года коллектив представлен в главном федеральном турнире по этому виду спорта – RDS GP. В сезоне 2021 года Fresh Racing впервые смогла одержать победу в командном зачёте, в составе: Джек Шэнэхэн, Евгений Лосев и Дамир Идиятулин. При этом Джек Шэнэхэн стал победителем и в личном зачёте серии. Во второй раз командную победу в RDS GP удалось одержать в 2024 году, на этот раз в составе: Дамир Идиятулин, Денис Мигаль и Евгений Лосев. Также команда Fresh трижды становилась вице-чемпионом турнира, в 2019, 2022 и 2023 годах. 
Результаты выступления команды Fresh Racing в RDS GP «Российской дрифт серии»:
| Год  | Место в командном зачёте | Лучшее место в личном зачёте |
| ---- | ------------------------ | ---------------------------- |
| 2017 | 7                        | 6                            |
| 2018 | 6                        | 13                           |
| 2019 | 2                        | 3                            |
| 2020 | 4                        | 3                            |
| 2021 | 1                        | 1                            |
| 2022 | 2                        | 3                            |
| 2023 | 2                        | 4                            |
| 2024 | 1                        | 2                            |

## Общественная деятельность
- Fresh является основателем, основным партнером и спонсором автономной некоммерческой организации «Центр помощи семье и детям «Ярослава». Организация создана в июне 2018 года и названа в память о покойной маме Дениса Мигаля, а её дом передан для «Кризисного центра» для женщин, попавших в трудную жизненную ситуацию[36].

- Компания ежегодно устраивает фестиваль дрифта Fresh Show в городах своего присутствия. В программу шоу входят показательные дрифт-заезды, автомногоборье, выступления каскадёров и стант-райдеров[англ.], концерт различных исполнителей[37][38][39][40][41].

- Сотрудники Fresh регулярно выступают в качестве экспертов и спикеров для многих российских СМИ, в частности таких как: Forbes[42][43], «Коммерсантъ»[44][45], «Ведомости»[46][47], РБК[48], «Российская газета»[49][50], Lenta.ru[51][52] и других.